# Acmadenia laxa
Acmadenia laxa är en vinruteväxtart som beskrevs av I.J.M. Williams. Acmadenia laxa ingår i släktet Acmadenia och familjen vinruteväxter. Inga underarter finns listade i Catalogue of Life.